# Protomelas marginatus
Protomelas marginatus és una espècie de peix de la família dels cíclids i de l'ordre dels perciformes. Pot atènyer fins a 16,6 cm de longitud. Habita en zones vegetades poc profundes. S'alimenta d'algues i restes de plantes vasculars. És un peix endèmic del sud del llac Malawi a l'Àfrica oriental.

## Subespècies
- Protomelas marginatus marginatus (Trewavas, 1935)
- Protomelas marginatus vuae (Trewavas, 1935)